# Arnobio il Giovane
Arnobio, detto il Giovane per distinguerlo dall'Arnobio apologeta cristiano del III secolo (in latino Arnobius; fl. V secolo), è stato uno scrittore romano vissuto nel V secolo.

## Biografia
Non si hanno testimonianze sulla sua vita, tranne una sua affermazione in cui si definisce monaco. Risiedette forse a Roma dal 430 al 460 circa.

## Opere
- Commentarii in Psalmos, interpretazione allegorica dei Salmi che contestano la dottrina agostiniana della grazia;
- Expositiunculae in Evangelium, commenti ai Vangeli di Matteo, Luca e Giovanni;
- Conflictus Arnobii catholici cum Serapione Aegyptio, o Monomachia adversos haereses diversas, dialogo fra Arnobio, che si dichiara sostenitore della cristologia di Cirillo d'Alessandria, e Serapione, seguace di Eutiche, monofisita;
- Praedestinatus, in tre libri, composto dopo il 432, perché cita la condanna di Nestorio nel concilio di Efeso (giugno 431) e la morte di papa Celestino I (422 - 432), e forse è precedente il 451, perché non cita la condanna del monofisismo nel concilio di Calcedonia (ottobre 451): nel libro I si riassumono le eresie, già trattate da Agostino nel suo De Haeresibus, mentre i libri II e III trattano del predestinazionismo combattuto con argomentazioni pelagiane che negano la grazia e il peccato originale;